# Luis Alberto Lacalle
Luis Alberto Lacalle (de) Herrera (Montevideo, 13 de juliol de 1941) és un advocat, periodista i polític uruguaià. Va ser president de la República Oriental de l'Uruguai entre 1990 i 1995. Net del polític uruguaià Luis Alberto de Herrera, està casat amb María Julia Pou Brito del Pino, amb qui té tres fills, Pilar, Juan José i Luis Alberto, actual diputat de la República pel Partit Nacional.

## Biografia
Va estudiar dret a la Facultat de Dret i Ciències Socials de la Universitat de la República i des de 1961 va exercir la professió de periodista. El 1971 va ser elegit diputat pel Partit Nacional (Blanc), en el qual militava des dels disset anys. Va ocupar el càrrec fins i tot el cop d'Estat del 27 de juny de 1973. Quan es va restaurar la democràcia el 1984 va ser elegit senador, i vicepresident del Senat el 1987. Va ser elegit president de l'Uruguai el 26 de novembre de 1989, càrrec que va assumir l'1 de març de 1990 per al quinquenni 1990-1995.
Durant el seu govern va implementar el programa del lliure mercat, sent cofundador del Mercosur, junt amb els seus col·legues de Brasil, Paraguai i Argentina, el qual va ser constituït pel tractat d'Asunción el 26 de març de 1991. El 1992 la seva política econòmica va rebre el rebuig popular, en un referèndum en el que no va ser acceptat el seu programa de privatitzacions.
El 1999, després de vèncer en les eleccions internes del Partit Nacional (en castellà, Partido Nacional) a Juan Andrés Ramírez, va repetir la seva candidatura a la presidència, però alguns dirigents blancs (entre ells el mateix Ramírez) el van acusar d'haver tolerat la corrupció durant el seu mandat, quedant en tercer lloc amb el 22,3% dels sufragis. En les eleccions internes de 2004 va resultar derrotat per Jorge Larrañaga, qui es va presentar com a candidat únic del partit. Actualment Lacalle és líder del sector nacionalista denominat "Herrerisme".
Finalment, el 2009 es va presentar novament com a candidat a la presidència, acompanyat, en aquesta oportunitat, per Jorge Larrañaga.

## Ministres
| Ministeri                                       | Nom                    | Període   |
| ----------------------------------------------- | ---------------------- | --------- |
| Interior                                        | Juan Andrés Ramírez    | 1990-1993 |
| Interior                                        | Raúl Iturre            | 1993-1994 |
| Interior                                        | Ángel María Gianola    | 1994-1995 |
| Defensa Nacional                                | Mariano Brito          | 1990-1993 |
| Defensa Nacional                                | Daniel Hugo Martins    | 1993-1995 |
| Defensa Nacional                                | Ricardo Otoneli        | 1995      |
| Relacions Exteriors                             | Héctor Gross Espiell   | 1990-1993 |
| Relacions Exteriors                             | Sergio Abreu           | 1993-1995 |
| Economia i Finances                             | Enrique Braga          | 1990-1992 |
| Economia i Finances                             | Ignacio de Posadas     | 1992-1995 |
| Economia i Finances                             | Daniel Hugo Martins    | 1995      |
| Educació i Cultura                              | Guillermo García Costa | 1990-1992 |
| Educació i Cultura                              | Antonio Mercader       | 1992-1995 |
| Salut Pública                                   | Alfredo Solari         | 1990-1991 |
| Salut Pública                                   | Carlos Delpiazzo       | 1991-1992 |
| Salut Pública                                   | Guillermo García Costa | 1992-1995 |
| Treball i Seguretat Social                      | Carlos Cat             | 1990-1991 |
| Treball i Seguretat Social                      | Álvaro Carbone         | 1991-1993 |
| Treball i Seguretat Social                      | Ricardo Reilly         | 1993-1995 |
| Habitatge, Ordenació Territorial i Medi Ambient | Raúl Lago              | 1990-1992 |
| Habitatge, Ordenació Territorial i Medi Ambient | José María Mieres Muró | 1992      |
| Habitatge, Ordenació Territorial i Medi Ambient | Manuel Antonio Romay   | 1992-1995 |
| Ramaderia, Agricultura i Pesca                  | Álvaro Ramos           | 1990-1993 |
| Ramaderia, Agricultura i Pesca                  | Pedro Saravia          | 1993-1994 |
| Ramaderia, Agricultura i Pesca                  | Gonzalo Cibils         | 1994-1995 |
| Indústria, Energia i Mineria                    | Augusto Montesdeoca    | 1990-1992 |
| Indústria, Energia i Mineria                    | Eduardo Ache           | 1992-1994 |
| Indústria, Energia i Mineria                    | Miguel Ángel Galán     | 1994-1995 |
| Transport i Obres Públiques                     | Wilson Elso Goñi       | 1990-1993 |
| Transport i Obres Públiques                     | Juan Carlos Raffo      | 1993-1994 |
| Transport i Obres Públiques                     | José Luis Ovalle       | 1994-1995 |
| Turisme                                         | José Villar            | 1990-1994 |
| Turisme                                         | Mario Amestoy          | 1994-1995 |
| Secretari de la Presidència                     | Pablo García Pintos    | 1990-1995 |
| Prosecretari de la Presidència                  | Augusto Durán Martínez | 1990-1995 |